# Legamento epatoduodenale
Il legamento epatoduodenale è un legamento peritoneale teso dal margine superiore della prima porzione del duodeno (l'unica porzione duodenale a non essere retroperitoneale) all'ilo del fegato, posto sulla faccia viscerale del fegato stesso.
Il legamento epatoduodenale si continua superomedialmente con il legamento gastroepatico costituendo così il piccolo omento, al di dietro del quale è accolta la borsa omentale.
Il legamento epatoduodenale è anche chiamato "pars tensa" del piccolo omento poiché nel suo spessore contiene il peduncolo epatico, rappresentato da: vena porta, arteria epatica e coledoco (nonché tronchi linfatici e nervosi che vanno e provengono dal fegato). 
A destra, con il suo margine libero ispessito, costituisce il limite anteriore del forame epiploico (del Winslow): punto di comunicazione tra borsa omentale e grande cavità peritoneale.